# Anna Weyant
Anna Weyant (1995) es una artista canadiense radicada en  Nueva York. Sus pinturas figurativas combinan la influencia de la Edad de Oro holandesa con el conocimiento de la cultura popular contemporánea y las redes sociales.
Desde mayo de 2022, Weyant ha estado representada mundialmente por la Gagosian Gallery. La relación de la artista con esta galería ha sido ampliamente discutida en publicaciones de arte y medios de comunicación.

## Trayectoria
Weyant nació en Calgary, Alberta. Se licenció en   en Bellas Artes en la Escuela de Diseño de Rhode Island en 2017, donde estudió pintura. Posteriormente se trasladó a Nueva York, ciudad en la que se reunió con su hermano, el actor Austin Weyant.
Weyant trabaja principalmente la pintura figurativa. Según afirma la propia artista, su pintura está influenciada  por los maestros holandeses del Siglo de oro y por otros  artistas contemporáneos como John Currin. Muchas de sus obras representan mujeres en escenas oscuras y melancólicas.
Antes de unirse a Gagosian Gallery en mayo de 2022, estuvo representada por la galeria Blum & Poe. Ese mismo año, su obra Falling Woman (2020) se vendió por 1,62 millones de dólares en la  Sotheby's de Nueva York. Falling Woman es también la ilustración de la portada de Big Swiss, una novela de 2023 escrita por la novelista estadounidense Jen Beagin. En 2024, Weyant pintó a la modelo Kaia Gerber para la portada de diciembre de Vogue.

## Recepción y crítica
Sobre la exposición Splinter (2022) de la artista en la galería Blum & Poe, Rae Niwa escribió en Flaunt sobre Weyant "tiene un enfoque meticuloso del color y la línea", y señaló que "hay amplitud y ligereza en la obra". Por el contrario, el periodista y crítico Alex Greenberger, en ARTnews, describió la primera exposición individual de Weyant con la Galería Gagosian, Baby, It Ain't Over Till It's Over (2022), como "un fracaso asegurado" y la etiquetó como "simplemente otra exposición de pintura figurativa, realizada por una joven pintora, preparada para el mercado neoyorkino".
Inicialmente el trabajo de la artista recibió muy poca atención por parte de la crítica, el comisariado y los medios de comunicación. Tras su entrada en la galería Gagosian su obra ha sido ampliamente debatida en los medios de comunicación. 

## Exposiciones
Weyant ha realizado seis exposiciones individuales:
- Welcome to the Dollhouse (2019), 56 Henry, New York.[10]
- Loose Screw (2021), Blum & Poe, Los Angeles.[11]
- Splinter (2022), Blum & Poe, Tokyo.[12][13]
- Baby, It Ain't Over Till It's Over (2022), Gagosian Gallery, New York.[14]
- The Guitar Man (2023), Gagosian Gallery, Paris.[15][16]
- Who’s Afraid of the Big Bad Wolves? (2023), Gagosian Gallery, Londres.[17][18]

La obra de Weyant también ha participado en varias exposiciones colectivas, entre ellas Artists Inspired by Music: Interscope Reimagined  celebrada en 2022 en el Museo de Arte del Condado de Los Ángeles.